# Conservatorio Hoch
El Conservatorio Hoch (en alemán, Dr. Hoch’s Konservatorium - Musikakademie) fue fundado en Fráncfort del Meno el 22 de septiembre de 1878.
Gracias a la generosidad del abogado y filántropo, natural de Fráncfort, Joseph Hoch, que legó al conservatorio un millón de marcos de oro en su testamento, se pudo fundar una escuela de música y artes para todas los grupos de edades. 
Fue instrumental para la fundación, prosperidad y éxito del conservatorio su director Joachim Raff, que realizó todo el trabajo incluso el de redactar el programa completo de estudios y reclutar a su cuerpo facultativo.

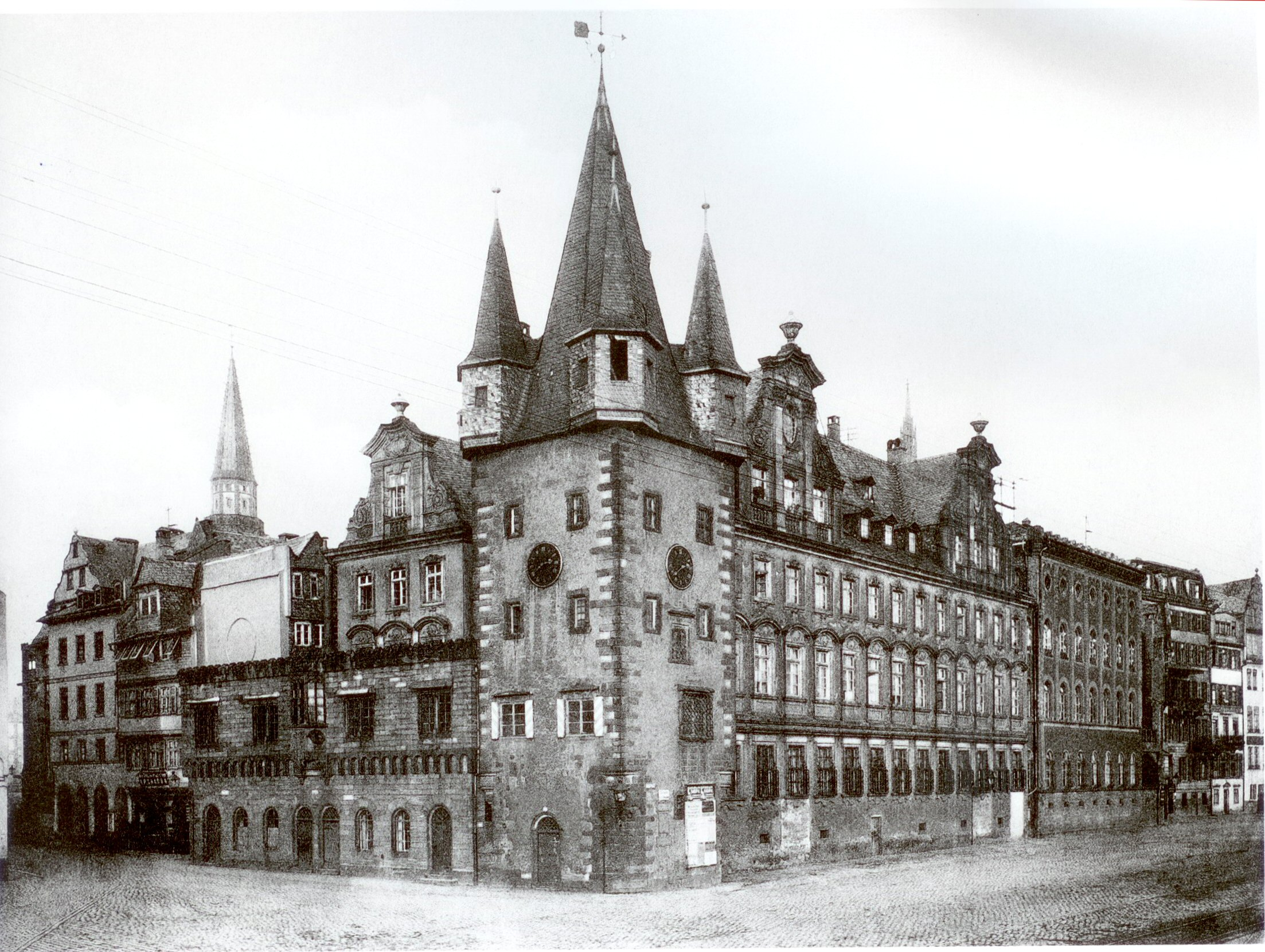
Saalhof ca. 1900: primera sede del Conservatorio (1878-1888)

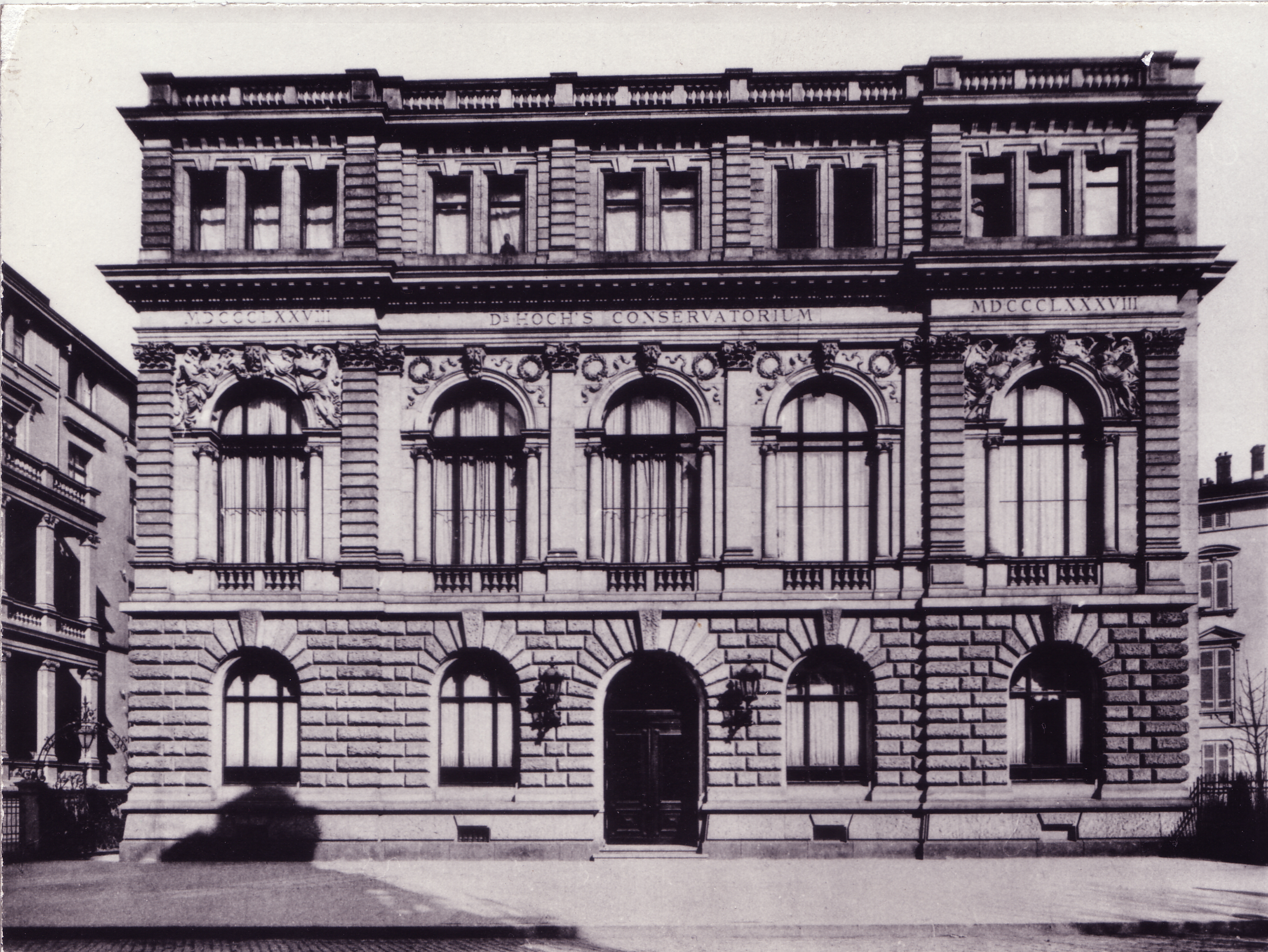
Eschersheimer Landstraße 4. «Dr. Hoch’s Konservatorium», el onservatorio ca. 1900. Edificio de la academia ocupado entre 1888 y 1943, destruida por un bombardeo

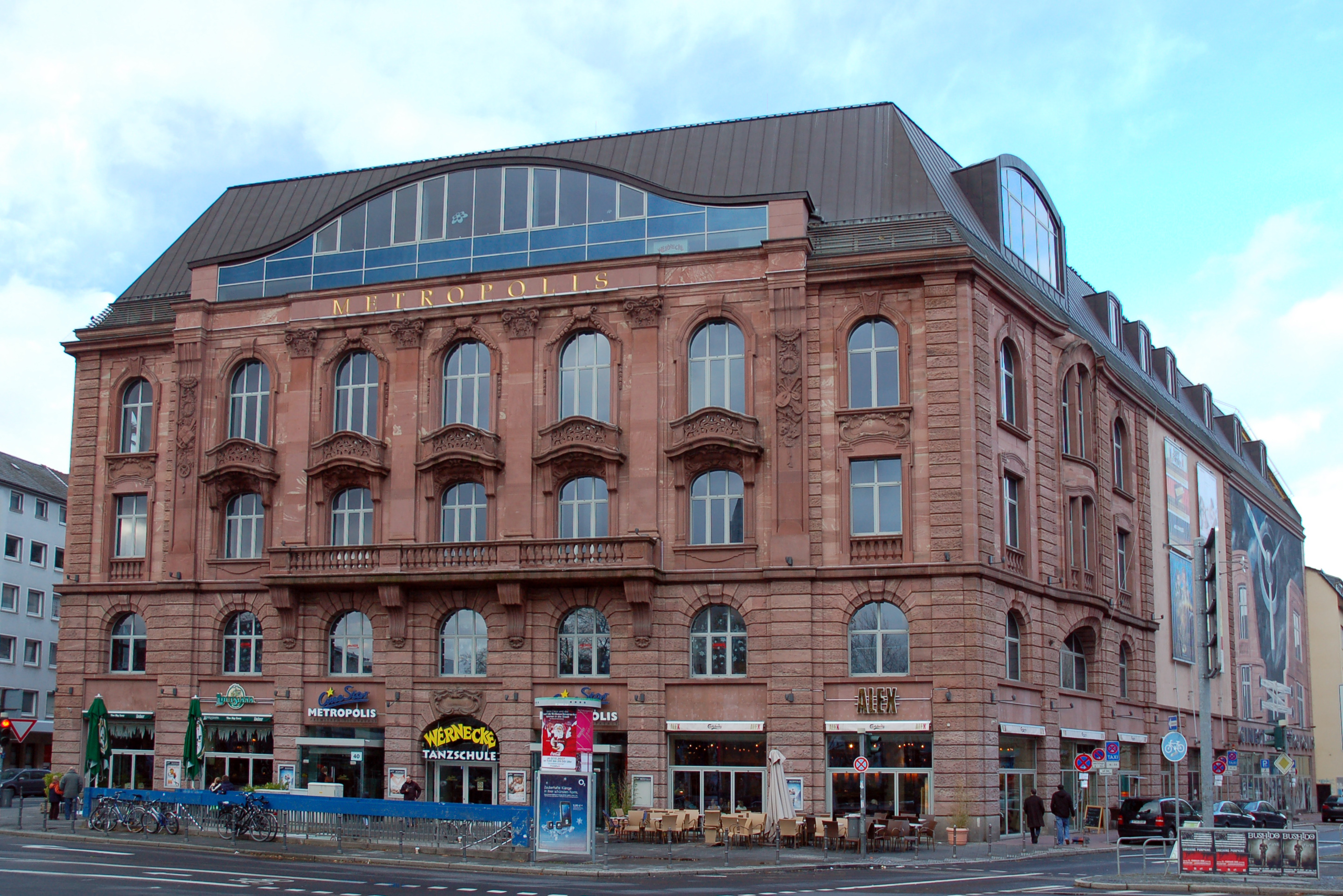
Eschersheimer Landstraße 4, sede del Conservatorio Hoch entre 1951 y 1988.

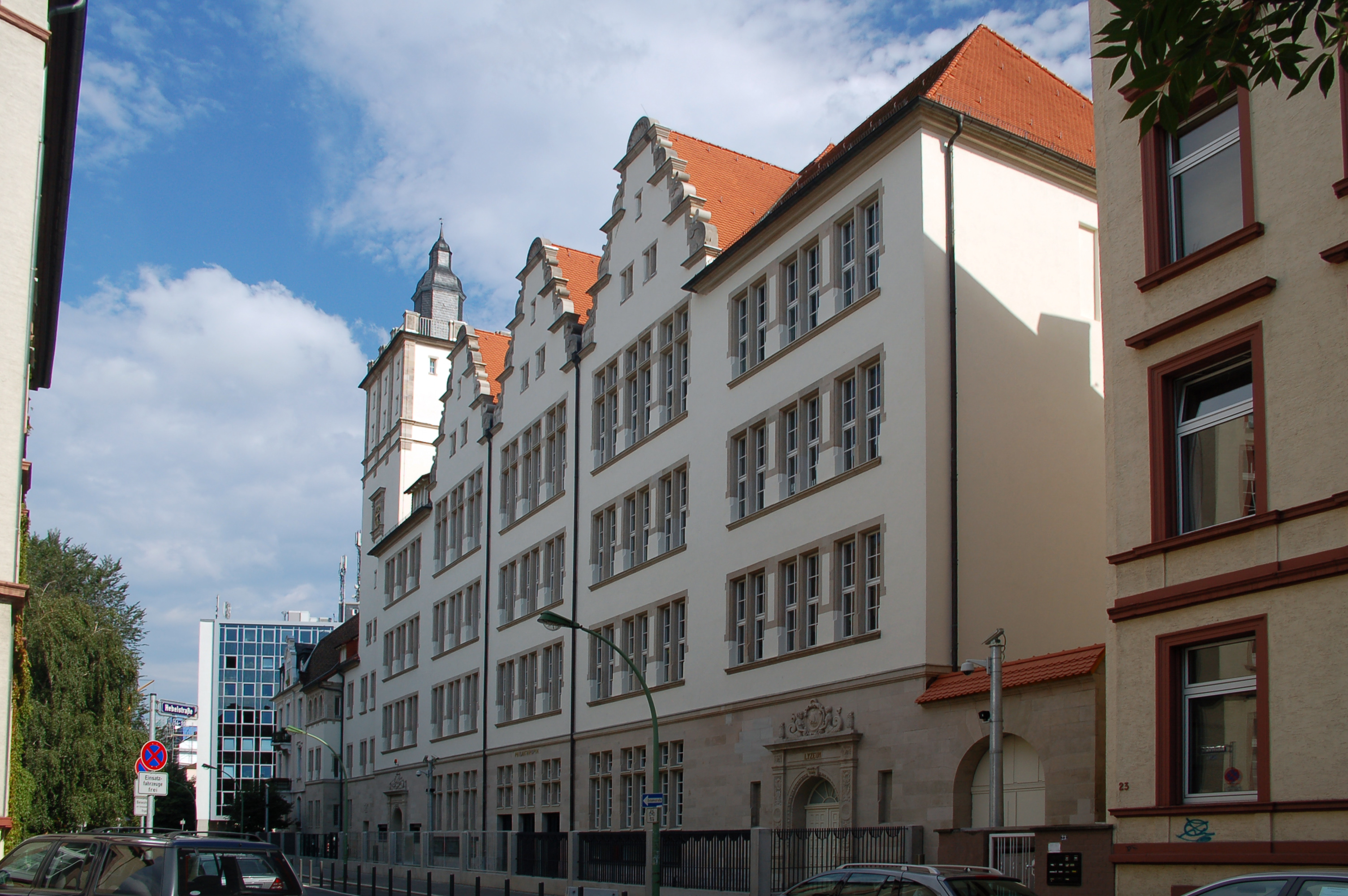
Hebelstrasse 15–19, sede del Conservatorio Hoch de 1986 a 2004.

El Conservatorio Hoch ha desempeñado un papel importante en la historia de la música de Fráncfort y de Alemania. Muchos músicos famosos han enseñado en sus aulas: a finales del siglo XIX, con profesores como Clara Schumann en su facultad, el conservatorio adquirió renombre internacional. En la década de 1890 alrededor de un 25% de los estudiantes eran de otros países: 46 eran de Inglaterra y 23 de Estados Unidos.
En la década de 1920, bajo la dirección de Bernhard Sekles, el conservatorio estaba por delante de su tiempo: Sekles puso en marcha el primer programa de estudios de jazz del mundo, bajo la dirección de Mátyás Seiber) y en 1931 fundó en Departamento de Música Elemental.
En la actualidad, el Conservatorio Hoch, ofrece enseñanzas en su programa de Educación Musical para Jóvenes y Adultos (ANE), el programa del Departamento de Música Elemental  (Basisabteilung) y el programa de Estudios Preuniversitarios de Fráncfort (PCF), que prevé de preparación para estudios posteriores en la universidad o en el conservatorio. 
También dispone de departamentos de ballet, música antigua y música contemporánea. Los distintos programas proporcionan titulaciones Diploma en Música y Diploma en Pedagogía Musical de todos los instrumentos, voz, teoría musical, composición, interpretación, y Pedagogía Musical Elemental.

El Banco Federal de Alemania honró al Conservatorio Hoch, en el reverso del antiguo billete de 100 marcos alemanes en el que se mostraba una imagen del antiguo edificio del conservatorio, lamentablemente destruido tras un bombardeo en la II Guerra Mundial. Un retrato de Clara Schumann aparece en el anverso del billete.